# Karl-Anthony Towns
Karl-Anthony Towns Jr. (născut la 15 noiembrie 1995) este un jucător profesionist de baschet cu dublă naționalitate dominicană și americană care joacă pentru echipa New York Knicks din NBA. El a jucat baschet în colegiu pentru Universitatea din Kentucky. Towns a fost selectat în echipa națională de baschet a Republicii Dominicane, încă de la vârsta de 16 ani.  El a fost selectat primul în draftul din 2015 în NBA de către echipa Minnesota Timberwolves. În primul său sezon în NBA cel din 2015-2016 a fost numit NBA Rookie of the Year.

## Cariera profesională

### Minnesota Timberwolves (2015–prezent)

#### Sezonul 2015-2016: Rookie of the Year
Pe 25 iunie 2015, Towns a fost selectat de către Minnesota Timberwolves, fiind numărul 1 din draftul din acel an. El a semnat primul său contract cu Timberwolves, pe 7 iulie, iar debutul său în NBA pentru Timberwolves a fost în primul meci al sezonului împotriva celor de la Los Angeles Lakers , la 28 octombrie, marcând 14 puncte și reușind 12 recuperări, în victoria reușită de echipa sa cu 112-111. În următorul meci pe 30 octombrie împotriva celor de la Denver Nuggets, Towns a reușit 28 de puncte și 14 recuperări conducându-o pe Timberwolves la prima lor serie din istoria clublui de 2-0 la începutul unui sezon. După primele 13 jocuri ale sezonului, Towns avea o medie de 16 puncte pe meci și 10.4 recuperări pe meci. Aceste numere au scăzut însă, cu toate acestea, în următoarele sale 5 jocuri el a înregistrat 8,4 puncte și 6 recuperări pe meci. Pe 3 decembrie, a primit distincția Western Conference Rookie of the Month pentru luna noiembrie, devenind astfel doar cel de al 7-lea jucător al celor de la Timbrwolves din istoriecare a câștigat acest premiu.
Pe 20 ianuarie 2016, a avut cel mai bun joc al sezon marcând 27 de puncte, și 17 recuperări și 6 blocuri într-un meci care echipa sa l-a pierdut cu 106-94 în fața celor de la Dallas Mavericks. Pe 29 ianuarie, a înregistrat 32 de puncte și 12 recuperări într-o înfrangere contra celor de la Utah Jazz, devenind cel mai tânăr jucător care a reușit  să aibă 30 de puncte și 10 recuperări într-un meci de NBA. Ultimul jucător care a reușit să facă acest lucru a fost Kevin Durant în 2008. Pe 10 februarie, el a marcat cele mai multe puncte din carieră într-un meci, mai exact 35 de puncte într-o victorie cu 117-112 contra celor de la  Toronto Raptors. Trei zile mai târziu, el a câștigat 2016 NBA Al-Star Weekend Skills devenind cel mai tânăr câștigător al evenimentului.
El a jucat și a început titular în toate cele 82 de meciuri ale  sezonului având o medie de 18.3 puncte pe meci și 10.5 recuperări pe meci câștigând fără probleme trofeul de NBA Rookie of the Year.

#### Sezonul 2016-2017
Pe 30 noiembrie 2016, Towns a înregistrat recordul carierei cu 47 de puncte marcate și 18 recuperări într-o înfrângere împotriva celor de la New York Knicks. La 21 de ani, Towns a devenit al treilea cel mai tânăr jucător din ultimele trei decenii care a reușit cel puțin 45 de puncte și 15 recuperări într-un meci. 
Towns a scris istorie în sezonul 2016-17 din NBA devenind singurul jucător din istorie care a reușit peste 2000 de puncte (2.061), 1000 de recuperări (1.007) și 100 de coșuri de 3 puncte (101) toate reușite într-un sezon.  